# Hypochilus sheari
Hypochilus sheari is een spinnensoort uit de familie Hypochilidae. De soort komt voor in de Verenigde Staten.